# John Darragh
Pour les articles homonymes, voir Darragh.
Temple de la renommée : 1962
John Proctor Darragh (né le 4 décembre 1890 à Ottawa, Ontario au Canada – mort le 28 juin 1924 à Ottawa) est un joueur canadien de hockey sur glace,.

## Carrière de joueur

### Avant la LNH

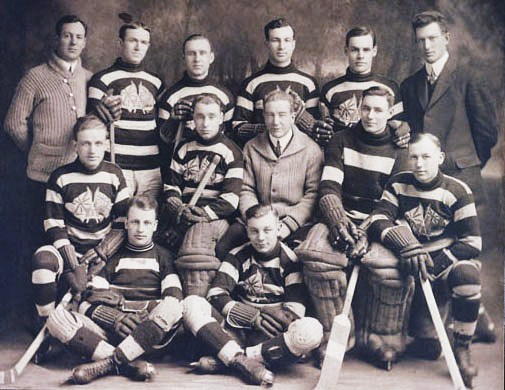
L'édition 1914-1915 des Sénateurs d'Ottawa. On retrouve Jack Darragh dans la rangée du haut, deuxième à partir de la gauche.

Il commence sa carrière professionnelle lorsqu'il se joint aux Sénateurs d'Ottawa qui évolue à ce moment dans l'Association nationale de hockey qui regroupe des équipes en Ontario et au Québec. Il connait une excellente première saison avec le club ontarien. Il récolte 15 but en 17 parties et aide son équipe à remporter la Coupe Stanley.
En 1915, les Sénateurs se qualifient à nouveau pour le tournoi de la Coupe Stanley grâce à une victoire sur les Canadiens de Montréal dans une série de deux parties. Ils affrontent les Millionnaires de Vancouver lors d'une série de trois parties les 22, 24 et 26 mars 1915. Cette fois, les Sens perdent les trois parties et ainsi la série.
Dans l'ANH, Darragh remporte qu'une Coupe Stanley. Lorsque l'équipe se joint à la Ligue nationale de hockey, il fit partie des joueurs demeurant avec elle.

### Dans la LNH
En 1917-1918, il termine au 3e rangs des marqueurs chez les Sénateurs. L'équipe se classe également au 3e rang devant les Wanderers de Montréal qui ont déclaré forfait après l'incendie qui a détruit leur patinoire. La saison suivante, seulement trois équipes participent aux activités de la LNH. De ce nombre, une quitta en cours de saison. Les Sénateurs se perdent la finale contre les Canadiens de Montréal. Darragh quant à lui récolte 14 points en 14 parties dont 11 buts.
Lors de la saison 1919-1920, il aide son club à remporter le championnat de la LNH et remporte aussi la Coupe Stanley face aux Metropolitans de Seattle, champions de l'Association de hockey de la Côte du Pacifique. La saison suivante, il remporte à nouveau la Coupe. Les Sénateurs deviennent ainsi les premiers dans la LNH à remporter le prestigieux trophée lors de deux saisons consécutives.
Après une saison de repos, il revient pour la saison 1922-1923 où il remporte une 4e Coupe Stanley dont 3 dans la LNH. Il connait une forte baisse de sa production offensive en 1923-1924. Il meurt de péritonite le 28 juin 1924,.

## Statistiques

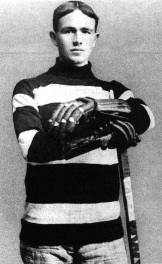

| Saison     | Équipe              | Ligue         |     | Saison régulière | Saison régulière | Saison régulière | Saison régulière | Saison régulière |   | Séries éliminatoires | Séries éliminatoires | Séries éliminatoires | Séries éliminatoires | Séries éliminatoires |
| Saison     | Équipe              | Ligue         | PJ  | B                | A                | Pts              | Pun              | PJ               | B | A                    | Pts                  | Pun                  |                      |                      |
| 1909-1910  | Stewartons d'Ottawa | OCHL          | 5   | 11               | 0                | 11               | 11               | 1                | 0 | 0                    | 0                    | 3                    |                      |                      |
| 1909-1910  | Cliffsides d'Ottawa | OCHL          | -   | -                | -                | -                | -                | 3                | 4 | 0                    | 4                    | 0                    |                      |                      |
| 1910-1911  | Stewartons d'Ottawa | OCHL          | 3   | 7                | 0                | 7                | 0                | -                | - | -                    | -                    | -                    |                      |                      |
| 1910-1911  | Sénateurs d'Ottawa  | ANH           | 16  | 18               | 0                | 18               | 36               | -                | - | -                    | -                    | -                    |                      |                      |
| 1910-1911  | Sénateurs d'Ottawa  | Coupe Stanley | -   | -                | -                | -                | -                | 2                | 0 | 0                    | 0                    | 6                    |                      |                      |
| 1911-1912  | Sénateurs d'Ottawa  | ANH           | 17  | 15               | 0                | 15               | 10               | -                | - | -                    | -                    | -                    |                      |                      |
| 1911-1912  | Étoiles de l'ANH    | Hors concours | 3   | 4                | 0                | 4                | 8                | -                | - | -                    | -                    | -                    |                      |                      |
| 1912-1913  | Sénateurs d'Ottawa  | ANH           | 20  | 15               | 0                | 15               | 16               | -                | - | -                    | -                    | -                    |                      |                      |
| 1913-1914  | Sénateurs d'Ottawa  | ANH           | 20  | 23               | 5                | 28               | 69               | -                | - | -                    | -                    | -                    |                      |                      |
| 1914-1915  | Sénateurs d'Ottawa  | ANH           | 18  | 11               | 2                | 13               | 32               | 5                | 4 | 0                    | 4                    | 9                    |                      |                      |
| 1915-1916  | Sénateurs d'Ottawa  | ANH           | 21  | 16               | 5                | 21               | 41               | -                | - | -                    | -                    | -                    |                      |                      |
| 1916-1917  | Sénateurs d'Ottawa  | ANH           | 20  | 24               | 4                | 28               | 17               | 2                | 2 | 0                    | 2                    | 3                    |                      |                      |
| 1917-1918  | Sénateurs d'Ottawa  | LNH           | 18  | 14               | 5                | 19               | 26               | -                | - | -                    | -                    | -                    |                      |                      |
| 1918-1919  | Sénateurs d'Ottawa  | LNH           | 14  | 11               | 3                | 14               | 33               | 5                | 2 | 0                    | 2                    | 3                    |                      |                      |
| 1919-1920  | Sénateurs d'Ottawa  | LNH           | 23  | 22               | 14               | 36               | 22               | -                | - | -                    | -                    | -                    |                      |                      |
| 1919-1920  | Sénateurs d'Ottawa  | Coupe Stanley | -   | -                | -                | -                | -                | 5                | 5 | 2                    | 7                    | 3                    |                      |                      |
| 1920-1921  | Sénateurs d'Ottawa  | LNH           | 24  | 11               | 15               | 26               | 20               | 2                | 0 | 0                    | 0                    | 2                    |                      |                      |
| 1920-1921  | Sénateurs d'Ottawa  | Coupe Stanley | -   | -                | -                | -                | -                | 5                | 5 | 0                    | 5                    | 12                   |                      |                      |
| 1922-1923  | Sénateurs d'Ottawa  | LNH           | 24  | 6                | 9                | 15               | 10               | 2                | 1 | 0                    | 1                    | 2                    |                      |                      |
| 1923-1924  | Sénateurs d'Ottawa  | LNH           | 18  | 2                | 0                | 2                | 2                | 2                | 0 | 0                    | 0                    | 2                    |                      |                      |
| Totaux LNH | Totaux LNH          | Totaux LNH    | 121 | 66               | 46               | 112              | 113              | 11               | 3 | 0                    | 3                    | 9                    |                      |                      |

## Parenté dans le sport
Il est le frère du joueur Harold Darragh.